# 김동혁 (군인)
김동혁 (1975년~)은 대한민국의 국방부검찰단장이다. 육군사관학교 졸업 이후 위탁교육을 통해서 서울대학교에서 법학을 수학하였으며, 사법고시에 합격하였다. 사법고시 합격 이후 군법무관으로 활동하며, 육군본부 국방부 검찰단 등에서 근무하였다.

## 경력
- 제39보병사단 연대 인사장교[2]
- 육군본부 법무실 보통검찰부장
- 3군단 법무참모
- 국방부 고등군사법원 군판사
- 육군본부 법무실 법무실 법무과장
- 육군본부 검찰단장[3]
- 국방부 검찰단장[4]

## 저술
- 군사법원론
- 대통령의 국군통수권과 전시작전통제권의 관계에 관한 연구

## 같이 보기
- 해병대 채상병 사망 사건